# Staying a Life
Staying a Life — второй официальный концертный альбом группы Accept, вышедший в 1990 году.
Staying a Life записан в ходе Metal Heart Tour 1985 года в предпоследний день выступлений в Японии. Альбом содержит только концертный материал, без студийных накладок, однако «нарезан» не в соответствии с выступлением.
Европейская версия CD состоит из двух дисков, с тем же порядком песен (1-8 диск 1, 9-19 диск 2). Американская версия CD состоит из одного диска, порядок песен тот же, но исключены Neon Night, Burning, Head over Heels, Outro (Bound to Fail). 

## Список композиций
Сторона 1 LP
1. «Metal Heart» (5:25)
2. «Breaker» (3:40)
3. «Screaming for a Love-Bite» (4:22)
4. «Up to the Limit» (4:45)
5. «Living for Tonite» (3:35)

Сторона 2 LP
1. «Princess of the Dawn» (7:49)
2. «Neon Nights» (8:17)
3. «Burning» (7:29)

Сторона 3 LP
1. «Head over Heels» (5:48)
2. «Guitar Solo Wolf» (4:27)
3. «Restless and Wild» (2:34)
4. «Son of a Bitch» (2:35)
5. «London Leather Boys» (3:54)
6. «Love Child» (5:01)

Сторона 4 LP
1. «Flash Rockin' Man» (5:08)
2. «Dogs of Leads» (5:52)
3. «Fast as a Shark» (4:09)
4. «Balls to the Wall» (10:19)
5. «Outro (Bound to Fail)» (1:09)

## Видео
Официальный видео-релиз, продолжительностью 1:05:23

### Содержание
1. Metal Heart
2. Breaker (выступление перемежается кадрами фильма о группе)
3. I’m a Rebel (видеоклип)
4. Screaming for a Love-Bite
5. Up to the Limit
6. Living for Tonite
7. Princess of the Dawn
8. Midnight Mover (видеоклип)
9. Restless and Wild
10. Son of a Bitch
11. Balls to the Wall (песня, перемежающаяся с видеоклипом)
12. London Leather Boys
13. Bound to Fail
14. Outro: Bound to Fail

## Релизы
- Staying a Life (RCA, NL74720), 2LP,Германия, 1990
- Staying a Life (RCA, ND74720), 2CD,Германия, 1990
- Staying a Life (Epic\Sony, ESCA 5169\70), 2CD,Япония, 1990
- Staying a Life (Epic, 752.078/2 467592), CD, Бразилия, 1990
- Staying a Life (Epic, ЕК 46944), CD, США, 1990

## Участники записи
- Удо Диркшнайдер — вокал
- Вольф Хоффман, — гитара
- Йорг Фишер — гитара
- Петер Балтес — бас-гитара
- Штефан Кауфманн — ударные

Другие лица
- СССР\Koln — обложка
- Ули Барановски — сведение